# Scott (condado de Brown, Wisconsin)
Scott es un pueblo ubicado en el condado de Brown en el estado estadounidense de Wisconsin. En el Censo de 2010 tenía una población de 3545 habitantes y una densidad poblacional de 25,96 personas por km².

## Geografía
Scott se encuentra ubicado en las coordenadas 44°35′14″N 87°53′41″O / 44.58722, -87.89472. Según la Oficina del Censo de los Estados Unidos, Scott tiene una superficie total de 136.54 km², de la cual 46.99 km² corresponden a tierra firme y (65.58%) 89.54 km² es agua.

## Demografía
Según el censo de 2010, había 3545 personas residiendo en Scott. La densidad de población era de 25,96 hab./km². De los 3545 habitantes, Scott estaba compuesto por el 96.19% blancos, el 0.62% eran afroamericanos, el 0.54% eran amerindios, el 1.04% eran asiáticos, el 0.06% eran isleños del Pacífico, el 0.42% eran de otras razas y el 1.13% pertenecían a dos o más razas. Del total de la población el 1.21% eran hispanos o latinos de cualquier raza.